# Kognitív torzítás
A kognitív torzítás a normától vagy racionalitástól való ítélkezésbeli rendszeres eltérés. Az egyének a bemenet észleléséből saját "szubjektív valóságukat" alkotják meg. Egy egyén valóságkonstrukciója, nem pedig az objektív bemenet, határozhatja meg a viselkedését. Így a kognitív torzítások néha észlelési torzuláshoz, pontatlan ítélkezéshez, logikátlan értelmezéshez és irracionalitáshoz vezethetnek.
Bár a kognitív torzítások kezdetben negatívnak tűnhetnek, néhányuk adaptív. Ezek bizonyos kontextusban hatékonyabb cselekvésekhez vezethetnek. Továbbá, a kognitív torzítások lehetővé tétele gyorsabb döntéseket eredményezhet, amelyek kívánatosak lehetnek, amikor az időszerűség értékesebb, mint a pontosság, ahogyan azt a heurisztikák is szemléltetik. Más kognitív torzítások az emberi feldolgozási korlátok „melléktermékei”, amelyek az alkalmas mentális mechanizmusok hiányából (korlátozott racionalitás), az egyén alkotmányának és biológiai állapotának hatásából (lásd: megtestesült kogníció), vagy egyszerűen az információfeldolgozási kapacitás korlátozottságából erednek. A kutatások azt sugallják, hogy a kognitív torzítások hajlamosabbá tehetik az egyéneket az áltudományos hiedelmek elfogadására azáltal, hogy kevesebb bizonyítékot igényelnek az előítéleteiket megerősítő állításokhoz. Ez torzíthatja az észlelésüket és pontatlan ítéletekhez vezethet.
Az elmúlt hat évtizedben az emberi ítélkezés és döntéshozatal kutatásai során a kognitív tudományban, a szociálpszichológiában és a viselkedési közgazdaságtanban folyamatosan bővülő listát azonosítottak a kognitív torzításokról. A kognitív torzítások tanulmányozása gyakorlati következményekkel bír olyan területeken, mint a klinikai ítélkezés, a vállalkozás, a pénzügy és a menedzsment.

## Áttekintés
A kognitív torzítás fogalmát Amos Tversky és Daniel Kahneman vezették be 1972-ben, ami az emberek számérzékének, vagyis a nagyobb nagyságrendekkel való intuitív érvelés képességének hiányából fakadó tapasztalataikból nőtt ki. Tversky, Kahneman és kollégáik számos megismételhető módon bemutatták, hogy az emberi ítéletek és döntések miként térnek el a racionális választás elméletétől. Tversky és Kahneman a heurisztikák alapján magyarázták az emberi ítéletalkotás és döntéshozatal különbségeit. A heurisztikák olyan mentális rövidítések, amelyek gyors becsléseket nyújtanak a bizonytalan események lehetőségéről. A heurisztikák egyszerűek az agy számára, hogy kiszámítsa őket, de néha „súlyos és rendszeres hibákat” eredményeznek. Például a reprezentativitási heurisztika úgy definiálható, mint "az esemény gyakoriságának vagy valószínűségének megítélésére való hajlam" az alapján, hogy az esemény mennyire „hasonlít a tipikus esetre”.
A "Linda probléma" a reprezentativitási heurisztikát illusztrálja (Tversky & Kahneman, 1983) ). A résztvevők kaptak egy leírást "Lindáról", amely szerint Linda valószínűleg feminista lehet (például azt mondják róla, hogy aggasztja a diszkrimináció és a társadalmi igazságosság kérdései). Ezután megkérdezték tőlük, hogy szerintük Linda valószínűbb, hogy (a) egy „banki alkalmazott” vagy (b) egy „banki alkalmazott és aktív a feminista mozgalomban”, a többség a (b) választ választotta. Függetlenül a Lindáról adott információktól, a korlátozóbb (b) válasz bármilyen körülmények között statisztikailag kevésbé valószínű, mint az (a) válasz. Ez a „konjunkciós tévedés” egyik példája. Tversky és Kahneman azt állították, hogy a válaszadók azért választották a (b) választ, mert az „reprezentatívabbnak” vagy tipikusabbnak tűnt azok számára, akik beleillenek Linda leírásába. A reprezentativitási heurisztika olyan hibákhoz vezethet, mint a sztereotípiák aktiválása és mások pontatlan megítélése.:726
Kahneman és Tversky kritikusai, például Gerd Gigerenzer, azt állítják, hogy a heurisztikák alapján nem szabad azt gondolnunk, hogy az emberi gondolkodás tele van irracionális kognitív torzításokkal. A racionalitást inkább egy adaptív eszközként kellene felfogni, amely nem azonos a formális logika vagy a valószínűségszámítás szabályaival. Mindazonáltal olyan kísérletek, mint a „Linda-probléma”, a heurisztikák és torzítások kutatási programjaivá fejlődtek, amelyek túlléptek az akadémiai pszichológia határain, és más tudományágakra is kiterjedtek, beleértve az orvostudományt és a politikatudományt is.

## Típusok
A kognitív torzítások számos dimenzió mentén különböztethetők meg. Néhány példa a kognitív torzításokra a következők:
- Torzítások, amelyek csoportokra (például a kockázati eltolódás) és egyénekre jellemzőek.
- Torzítások, amelyek befolyásolják a döntéshozatalt, amikor a lehetőségek kívánatosságát kell figyelembe venni (pl. elsüllyedt költségek tévedése).
- Torzítások, mint például a téves korreláció, amelyek befolyásolják annak megítélését, hogy valami mennyire valószínű, vagy hogy egy dolog okozza-e a másikat.
- Torzítások, amelyek az emlékezetet befolyásolják,[17] mint például a konzisztenciatorzítás (amikor valaki úgy emlékszik a múltbeli hozzáállására és viselkedésére, mintha azok hasonlóbbak lennének a jelenlegi hozzáállásához).
- Torzítások, amelyek tükrözik egy alany motivációját,[18] például a pozitív önkép iránti vágy, ami egocentrikus torzításhoz vezet, és a kellemetlen kognitív disszonancia elkerüléséhez.[19]

Más torzítások abból adódnak, ahogyan az agy érzékel, emlékeket formál és ítéleteket hoz. Ezt a különbségtételt néha „forró kognícióként” és „hideg kognícióként” írják le, mivel a motivált érvelés magában foglalhat egy izgatott állapotot. „Hideg” torzítások okai például:
- néhány esetben a releváns információ figyelmen kívül hagyása (pl. valószínűség elhanyagolása),
- némelyik döntést vagy ítéletet irreleváns információ befolyásolja (például a szintézishatás, amikor ugyanaz a probléma eltérő válaszokat kap attól függően, hogyan van leírva; vagy a különbségtorzítás, ahol az együtt bemutatott választások más kimeneteket eredményeznek, mint azok, amelyek külön-külön vannak bemutatva), és
- mások túlzott súlyt fektetnek egy fontosnak tűnő, de lényegtelen jellemzőre a problémában (pl. horgonyzás).

Mivel néhány torzítás kifejezetten a motivációra utal, különösen arra, hogy pozitív attitűdöket alakítsunk ki magunkról ez magyarázza, hogy sok torzítás önmagunk iránti motivációból vagy önszorgalomból fakad (pl. aszimmetrikus betekintés illúziója, önszolgáló torzítás). Vannak olyan torzítások is, amelyek arról szólnak, hogyan értékelik a személyek a bennszülötteket vagy a különféle csoportokat; az in-group bias arról szól, hogy az emberek a saját csoportjukat sok szempontból sokkal különbnek és „jobbnak” látják, még akkor is, ha ezek a csoportok tetszőlegesen vannak meghatározva.
Néhány kognitív torzítás az figyelmi torzítások alcsoportjába tartozik, amely azt jelenti, hogy növelt figyelmet fordítanak bizonyos ingerekre. Például bebizonyosodott, hogy az alkohol- és egyéb kábítószerek függői nagyobb figyelmet fordítanak a kábítószerrel kapcsolatos ingerekre. A figyelmi torzítások mérésére szolgáló gyakori pszichológiai tesztek közé tartozik a Stroop-feladat és a pontszonda-feladat .
A Cognitive Reflection Test (CRT), melyet Shane Frederick fejlesztett ki 2005-ben, egyes kognitív torzításokra való egyéni fogékonyságot méri.

### Az elfogultságok listája
Az alábbiakban felsoroljuk a gyakrabban tanulmányozott kognitív torzításokat:
| Név                                                                        | Leírás |
| -------------------------------------------------------------------------- | --- |
| Alapvető attribúciós hiba megfelelési torzítás()                           | Hajlam arra, hogy a másoknál megfigyelt viselkedések személyiségalapú magyarázatát túlhangsúlyozzuk. Ugyanakkor az egyének alábecsülik az ugyanarra a viselkedésre gyakorolt szituációs hatások szerepét és erejét. Edward E. Jones and Victor A. Harris' (1967) a klasszikus tanulmány a FAE-t illusztrálja. Annak ellenére, hogy a résztvevők tudatában voltak annak, hogy a célszemély beszédirányát (Castro-párti/ Castro-ellenes) az íróhoz rendelték, figyelmen kívül hagyták a szituációs nyomást, és Castro-párti attitűdöket tulajdonítottak az írónak, amikor a beszéd ilyen attitűdöket képviselt. |
| Implicit előítélet (más néven implicit sztereotípia, tudattalan előítélet) | Hajlam arra, hogy pozitív vagy negatív tulajdonságokat tulajdonítsunk egyének egy csoportjának. Ez lehet teljesen tényszerűtlen, vagy lehet egy csoportban gyakori tulajdonság visszaélésszerű általánosítása az adott csoport összes egyedére. |
| Priming elfogultság                                                        | Hajlamosak vagyunk arra, hogy egy kérdés első bemutatása befolyásoljon minket, hogy kialakítsuk előítéletünket róla, amelyet aztán a későbbi információkkal kiigazíthatunk. |
| Megerősítési torzítás                                                      | Hajlam arra, hogy az információkat úgy keressük vagy értelmezzük, hogy azok megerősítsék az előítéleteket, és hiteltelenítsük azokat az információkat, amelyek nem támasztják alá az eredeti véleményt. A Kognitív disszonancia fogalmához kapcsolódva, az egyének csökkenthetik a következetlenséget azáltal, hogy olyan információkat keresnek, amelyek megerősítik nézeteiket. (Jermias, 2001, p. 146). |
| Affinitás torzítás                                                         | Hajlam arra, hogy kedvezően elfogultak legyünk a hozzánk leginkább hasonló emberekkel szemben. |
| Öncélú elfogultság                                                         | Hajlamos nagyobb felelősséget vállalni a sikerekért, mint a kudarcokért. Megnyilvánulhat úgy is, hogy az emberek hajlamosak a kétértelmű információkat az érdekeik szempontjából előnyös módon értékelni. |
| Hiedelem elfogultság                                                       | Hajlam arra, hogy egy érv logikai erejét az aktuális meggyőződés és az állítás következtetésének vélt hihetősége alapján értékelje. |
| Keretezés                                                                  | Hajlam a helyzet leírásának szűkítésére, hogy egy kiválasztott következtetéshez vezessen. Ugyanazt az alapot különbözőképpen lehet megfogalmazni, és ezért különböző következtetésekhez vezethet. |
| Utólagos elfogultság                                                       | Hajlam arra, hogy a múltbeli eseményeket kiszámíthatónak tekintse. Más néven „Mindig is tudtam” hatás. |
| Megtestesült megismerés                                                    | Az érzékelés, a figyelem, a döntéshozatal és a motiváció szelektivitására való hajlam a test biológiai állapota alapján. |
| Horgonyzási torzítás                                                       | Az emberek képtelensége arra, hogy a végső válaszra reagálva megfelelő kiigazításokat végezzenek egy kiindulási pontból. Ez az emberek számára szuboptimális döntések meghozatalához vezethet. A lehorgonyzás befolyásolja a döntéshozatalt a tárgyalások, az orvosi diagnózisok és a bírósági ítélethozatal során. |
| A status quo előítélet                                                     | Hajlam a jelenlegi helyzethez való ragaszkodásra egy alternatív helyzet helyett, a kockázat és a veszteség elkerülése érdekében (veszteségellenesség). A status quo torzításnál a döntéshozó fokozottan hajlamos egy opciót választani, mert ez az alapértelmezett opció vagy status quo. Kimutatták, hogy befolyásolja a különböző fontos gazdasági döntéseket, például a autóbiztosítás vagy az elektromos szolgáltatás választását. |
| Túlzott magabiztosság hatása                                               | Hajlam arra, hogy túlzottan bízzon saját képességeiben, hogy helyes döntéseket hozzon. Az emberek hajlamosak túlértékelni a döntéshozói képességeiket és készségeiket. See also the Dunning–Kruger effect. |
| Fizikai vonzerő sztereotípia                                               | Az a tendencia, hogy a fizikailag vonzó emberek más kívánatos személyiségjegyekkel is rendelkeznek. |

## Gyakorlati jelentősége
Sok társadalmi intézmény az egyének racionális ítéleteire támaszkodik.
Az értékpapír-szabályozási rendszer nagyrészt abból indul ki, hogy minden befektető tökéletesen racionálisan cselekszik. Valójában azonban a befektetők számos kognitív korlátot tapasztalnak torzítások, heurisztikák és keretelvű hatások formájában.
Például egy tisztességes esküdtszék-jegyzőkönyv azt igényli, hogy az esküdtszék figyelmen kívül hagyja a per irreleváns jellemzőit, megfelelően mérlegelje a releváns jellemzőket, nyitottan megfontolja a különböző lehetőségeket, és ellenálljon az érzelmi befolyásolásnak. A pszichológiai kísérletekben kimutatott különféle torzítások arra utalnak, hogy az emberek gyakran nem képesek mindezeket megtenni. Azonban ebben a tekintetben rendszeres és irányított módon hibáznak, amelyek előrejelezhetők.
Néhány tudományterületen nagyon népszerű a torzítások tanulmányozása. Például a torzítás széles körben elterjedt és jól tanulmányozott jelenség, mert az vállalkozók döntéseinek nagy része számításilag megoldhatatlan.
A kognitív torzítások más problémákat is okozhatnak, amelyek mindennapi életünk során felmerülnek. Egy tanulmány kimutatta a kapcsolatot a kognitív torzítás, különösen az előnyös irányítási torzítás, és a gátló kontroll között abban, hogy egy személy mennyi egészségtelen nassolnivaló ételt fogyaszt el. Megállapították, hogy azok a résztvevők, akik többet ettek az egészségtelen nassolnivaló ételekből, tendenciát mutattak a gátló kontroll csökkenésére és nagyobb mértékű előnyös irányítási torzításra. Mások azt is feltételezik, hogy a kognitív torzítások kapcsolatban lehetnek különböző evészavarokkal és azzal, ahogyan az emberek megítélik testüket és testképüket.
Az is elmondható, hogy a kognitív torzításokat néha pusztító módon használják fel. Néhányan úgy vélik, hogy vannak hatalmon lévő személyek, akik kognitív torzításokat és heurisztikákat használnak arra, hogy manipulálják másokat, és elérjék céljaikat. Néhány gyógyszer és egyéb egészségügyi kezelés is kognitív torzításokra támaszkodik annak érdekében, hogy meggyőzzék azokat, akik fogékonyak rá, hogy használják termékeiket. Sokan úgy látják ezt, hogy kihasználják az emberek természetes ítélőképességi és döntéshozatali nehézségeit. Emellett úgy vélik, hogy a kormánynak szabályoznia kellene ezeket a megtévesztő reklámokat.
A kognitív torzításoknak látszólag szerepe van az ingatlan értékesítési árában és értékében is. A kísérlet résztvevőinek egy lakóingatlant mutattak meg. Ezután egy teljesen második ingatlant mutattak nekik, amely semmilyen módon nem kapcsolódott az elsőhöz. Arra kérték őket, hogy mondják meg, mennyire értékelik és mennyiért értékesítenék a második ingatlant. Megállapították, hogy az előzőleg bemutatott, teljesen második ingatlan hatással volt arra, hogyan értékelték a második ingatlant.
A kognitív torzításokat nem-destruktív módon is fel lehet használni. A csapatmunkában és kollektív problémamegoldásban például a felsőbbrendűségi torzítás előnyös lehet. Ez a sokféle megoldás előállítását segíti elő egy csoportban, különösen összetett problémák esetén, megakadályozva a korai egyetértést a nem optimális megoldások mellett. Ez a példa jól demonstrálja, hogyan segíthet a kognitív torzítás, amely általában gátoló tényezőként van jelen, a kollektív döntéshozatal javításában, mivel szélesebb körű lehetőségek felfedezésére ösztönöz.

## Csökkentés
Mivel a kognitív torzítások rendszerszintű hibákhoz vezetnek, nem lehet őket kiküszöbölni a tömeg bölcsessége technikájával, amely az emberek válaszainak átlagolásán alapul.A torzítás csökkentése, azaz a debiasing, olyan módszer, amely a döntéshozatali hibák csökkentését célozza meg ösztönzőkkel, serkentő hatásokkal és képzésekkel. A kognitív torzítások mérséklése és módosítása konkrétan a kognitív torzításokra és azok hatásaira vonatkozik. Az referenciaosztály előrejelzés egy módszer a becslések és döntések rendszeres torzításainak csökkentésére, amely Daniel Kahneman „külső nézetként” írt le.
Gigerenzerhez (1996) hasonlóan Haselton et al. (2005) állítják, hogy a kognitív torzítások tartalma és iránya nem „önhatalmú”.:730 Ezenkívül a kognitív torzítások kontrollálhatók is. Egy debiasing technika arra törekszik, hogy csökkentse a torzításokat, ösztönözve az egyéneket a kontrollált feldolgozás használatára az automatikus feldolgozással szemben. A félreértelmezési tévedés csökkentésével kapcsolatban pénzügyi ösztönzők és a résztvevők felelősségre vonása az értékeléseikért növeli a helyes értékeléseket. A képzés is bizonyítottan csökkenti a kognitív torzításokat. Carey K. Morewedge és kollégái (2015) arra jutottak, hogy a kutatási résztvevők, akik egyszeri tréningintervenciókat kaptak, mint például oktatóvideókat és torzításmentesítő játékokat, amelyek tanították a csökkentési stratégiákat, jelentős mértékben csökkentették hat kognitív torzításuk előfordulását azonnal és akár 3 hónappal később is.
A kognitív torzítás módosítása arra utal, hogy a kognitív torzításokat módosítják egészséges emberekben, és emellett egy növekvő területet jelent a pszichológiai (nem gyógyszeres) terápiákban, mint például a szorongás, depresszió és függőség kezelésében alkalmazott kognitív torzítás módosító terápia (CBMT). A CBMT egy alárendelt csoportja a pszichológiai terápiák növekvő területének, amely a kognitív folyamatok módosításán alapul gyógyszeres vagy beszélgetős terápia kíséretében, néha alkalmazott kognitív feldolgozási terápiák (ACPT) néven is ismert. Habár a kognitív torzítás módosítása utalhat a kognitív folyamatok módosítására egészséges egyénekben, a CBMT egy növekvő területe az evidenciákon alapuló pszichológiai terápiáknak, ahol a kognitív folyamatokat a súlyos depressziótól, a szorongástól, és a függőségtől szabadítják meg. A CBMT technikák technológiával támogatott terápiák, amelyeket számítógépen keresztül, orvosi támogatással vagy anélkül végeznek. A CBM ötvözi az evidenciát és elméletet a szorongás kognitív modelljéből, a kognitív idegtudományból és figyelemmodellekből.
A kognitív torzítás módosítása hasznos volt azoknak is, akik obszesszív-kompulzív meggyőződésekkel és obszesszív-kompulzív zavarral küzdenek. Ez a terápia bizonyította hatékonyságát azáltal, hogy csökkenti az obszesszív-kompulzív meggyőződéseket és viselkedéseket.

## Egyes kognitív torzítások gyakori elméleti okai
Torzulások számos folyamatból eredhetnek, amelyeket néha nehéz megkülönböztetni. Ezek közé tartoznak:
- Korlátozott racionalitás – korlátok az optimalizálásban és racionális döntéshozatalban
  - Kilátások elmélete
- Evolúciós pszichológia – evolúciósan adaptív mentális funkciók maradványai.[53]
  - Mentális számolás
  - Alkalmazkodó torzulás — döntések alapján korlátozott információ és a hibázás költségei szerint torzítás.
- Attribútum helyettesítés – egy bonyolult, nehezen megítélhető helyzet helyettesítése egy könnyebben megítélhető helyzettel[54]
- Attributionális elmélet
  - Szemléletesség
  - Naív realizmus
- Kognitív disszonancia, és kapcsolódó:
  - Benyomáskezelés
  - Önészlelési elmélet
- Információfeldolgozási gyorsítók (heurisztikák), ideértve: 
  - Elérhetőségi heurisztika – becslés arról, hogy mi valószínűbb, az alapján, hogy mi van jobban elérhető a memóriában, ami torzított a színes, szokatlan vagy érzelmi töltetű példák felé[6]
  - Reprezentatív heurisztika – valószínűségek megítélése hasonlóság alapján[6]
  - Affektív heurisztika – döntéshozatal érzelmi reakció alapján, nem kockázatok és előnyök számításával[55]
- Érzelmi és erkölcsi motivációk, például:
  - Két faktoros érzelemelmélet
  - Szomatikus jelek hipotézise
- Introspekciós illúzió
- Statisztikai tévesztések vagy statisztikai visszaélés; számolási hibák.
- Társadalmi befolyás[56]
- Az agy korlátozott információfeldolgozási kapacitása[57]
- Zajos információfeldolgozás (torzítások a memóriában történő tárolás és visszahívás során).[58] Például egy 2012-es Pszichológiai Bulletin cikk szerint legalább nyolc látszólag összefüggéstelen torzítást lehet létrehozni ugyanazzal az információelméleti generatív mechanizmussal.[58] A cikk azt mutatja, hogy a memórián alapuló információfeldolgozási folyamatok zajos eltérései, amelyek az objektív bizonyítékokat (megfigyeléseket) alakítják át szubjektív becslésekké (döntések), képesek regresszív konzervatizmust, hitfelülvizsgálatot (Bayesi konzervatizmust), illuzórikus korrelációkat, illuzórikus fölényt (jobb, mint az átlag hatás) és rosszabb, mint az átlag hatás, szubadditivitási hatást, túlzott várakozást, önbizalmat és a nehéz- könnyű hatást előállítani.

## Egyéni különbségek a kognitív torzításokban
Úgy tűnik, hogy az emberek között stabil egyéni különbségek vannak a döntési torzulásokra, például a túlzott magabiztosságra, az időbeli diszkontálásra és a torzítás vakfoltjára való fogékonyságban. z azt jelenti, hogy az egyéneken belül az előítéleteknek ezek a stabil szintjei megváltoztathatók. Azokban a kísérletekben, amelyekben a résztvevők, akik tréningvideókat néztek meg, és debiasztikus játékokat játszottak, mind azonnal, mind három hónappal később közepes vagy nagymértékű csökkenést mutattak hat kognitív előítéletre való fogékonyságuk mértékében: lehorgonyzás, vakfolt, megerősítési előítélet, alapvető attribúciós hiba, kivetítési előítélet és reprezentativitás.
A kognitív előítéletesség egyéni különbségeit a kognitív képességek és funkciók különböző szintjeihez is kapcsolták. A kognitív reflexiós tesztet (CRT) használták a kognitív elfogultságok és a kognitív képességek közötti kapcsolat megértéséhez. A kognitív reflexiós teszt alkalmazása során a képességek megértéséhez nem voltak meggyőző eredmények. Úgy tűnik azonban, hogy van összefüggés; azok, akik magasabb pontszámot érnek el a kognitív reflexiós teszten, magasabb kognitív képességekkel és racionális gondolkodási képességekkel rendelkeznek. Ez viszont segít megjósolni a kognitív előítéletesség és a heurisztikus teszteken nyújtott teljesítményt. A magasabb CRT-pontszámmal rendelkezők általában helyesebben tudnak válaszolni a különböző heurisztikus és kognitív előítéletességgel kapcsolatos teszteken és feladatokon.
Az életkor egy másik egyéni különbség, amely hatással van arra, hogy valaki mennyire hajlamos a kognitív előítéletekre. Az idősebb egyének általában fogékonyabbak a kognitív torzításokra, és kevésbé rugalmasak kognitív szempontból. Az idősebb egyének azonban képesek voltak csökkenteni a kognitív torzításokra való fogékonyságukat a folyamatban lévő kísérletek során. Ezekben a kísérletekben fiatal és idősebb felnőttek egyaránt elvégeztek egy keretezési feladatot. A fiatalabb felnőttek nagyobb kognitív rugalmassággal rendelkeztek, mint az idősebbek. A kognitív rugalmasság összefügg azzal, hogy segít leküzdeni a már meglévő előítéleteket.

## Kritika
A kognitív elfogultság elmélete szem elől téveszti az ész és az elfogultság közötti különbséget. Ha minden előítéletet oknak, és minden okot előítéletnek tekinthetünk, akkor a különbségtétel elvész.
A kognitív torzítások elméleteivel szembeni kritika általában azon alapul, hogy a vita mindkét oldala gyakran azt állítja, hogy a másik fél gondolatai az emberi természetnek vannak alávetve és a kognitív torzítás eredménye, miközben azt állítják, hogy a saját álláspontjuk a kognitív torzítás felett áll, és a kérdés „leküzdésének” helyes módja. Ez a szakadék egy sokkal alapvetőbb problémához kapcsolódik, amely a szakterület konszenzusának hiányából ered, és ezáltal olyan érveket hoz létre, amelyek nem hamisíthatók bármely ellentétes álláspont érvényesítésére.
Gerd Gigerenzer a kognitív torzítások és heurisztikák egyik fő ellenzője Gigerenzer úgy véli, hogy a kognitív előítéletek nem elfogultságok, hanem általános szabályok, vagy ahogy ő írja, „megérzések”, amelyek valójában segíthetnek abban, hogy pontos döntéseket hozzunk az életünkben. Nézete sokkal pozitívabb fényt vet a kognitív előítéletekre, mint sok más kutatóé. Sokan a kognitív előítéleteket és heurisztikákat a döntések és ítéletek irracionális módjainak tekintik.

## Fordítás
- Ez a szócikk részben vagy egészben  a   Cognitive bias című angol Wikipédia-szócikk ezen változatának fordításán alapul.  Az eredeti cikk szerkesztőit annak laptörténete sorolja fel. Ez a jelzés csupán a megfogalmazás eredetét és a szerzői jogokat jelzi, nem szolgál a cikkben szereplő információk forrásmegjelöléseként.